# Tentera Udara Diraja Malaysia
La Tentera Udara Diraja Malaysia (TUDM) (tradotto dal malese Forza Aerea della Malaysia, spesso abbreviata in RMAF e anche conosciuta internazionalmente con la dizione in inglese Royal Malaysian Air Force) è l'attuale aeronautica militare della Malaysia ed è parte integrante delle forze armate malaysiane.

## Storia

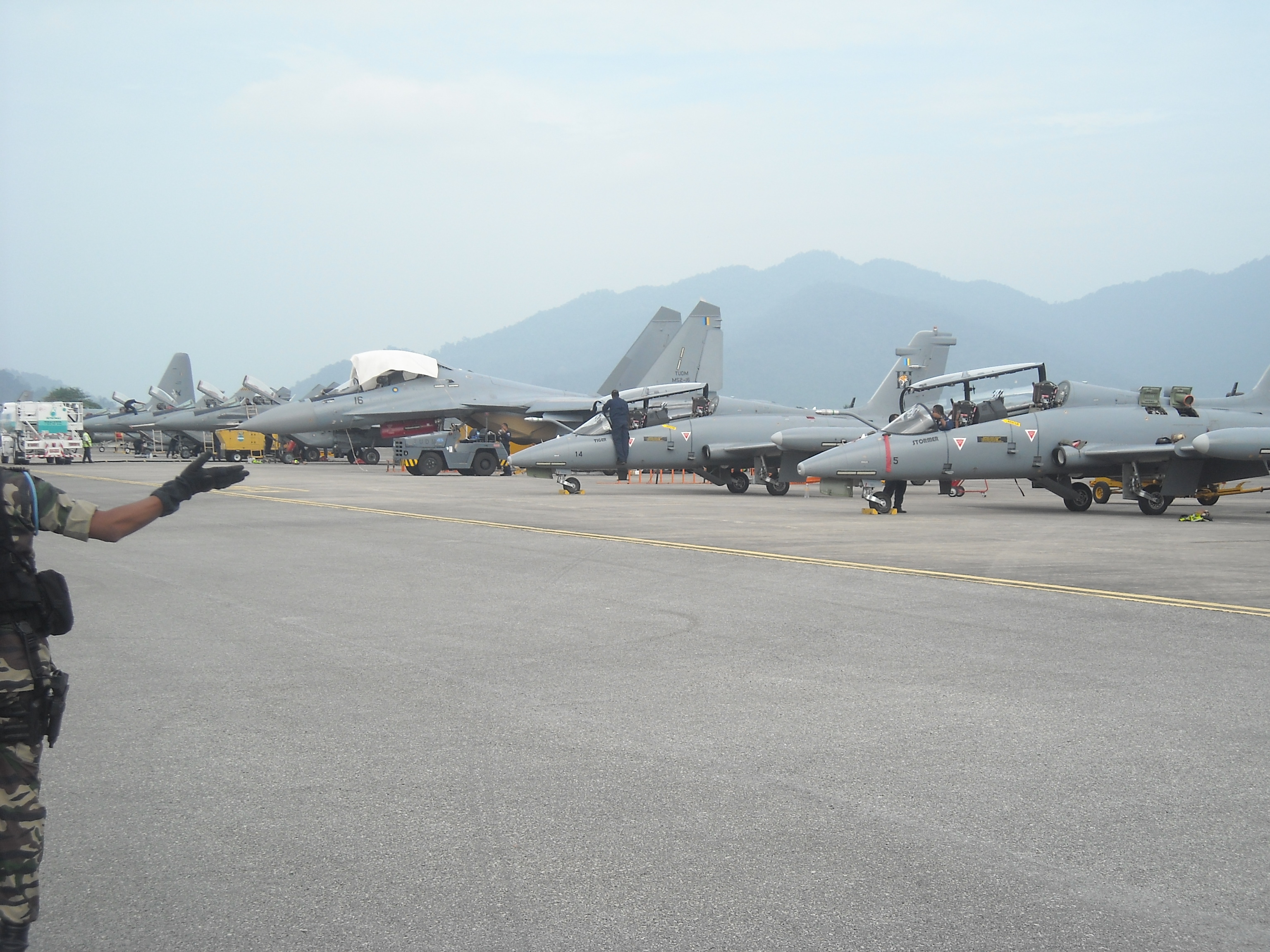
In primo piano 2 MB-339CM (alle loro spalle 1 Sukhoi Su-30MKM Flanker) della Tentera Udara Diraja Malaysia ripreso sull'aeroporto di Langkawi durante il salone aeronautico LIMA del 2009.

La Malaysia, una peculiare federazione di monarchie costituzionali, è una delle maggiori potenze militari del sud-est asiatico a livello regionale. La sua politica estera la vede tra gli alleati dell'Occidente, con stretti rapporti di collaborazione con Australia, Nuova Zelanda e Singapore, anche se il governo centrale deve cercare di non turbare gli equilibri con la maggioranza musulmana del paese e con la forte presenza dell'etnia cinese.
La Tentera Udara Diraja Malaysia fu costituita ufficialmente il 2 giugno 1958 e attualmente il suo parco aeromobili è costituito da macchine moderne di produzione statunitense, europea (soprattutto materiale britannico, italiano e svizzero) e russa, tutte aggiornate secondo gli attuali standard militari occidentali.
La sua missione principale è di garantire con i suoi mezzi la difesa dello spazio aereo del Paese, la sorveglianza dei confini nazionali e il controllo delle attività e delle operazioni aeree che si svolgono nel territorio nazionale.
Attualmente la sua più avanzata dotazione di prima linea è rappresentata dai caccia-bombardieri Sukhoi Su-30MKM "Flanker-H", mentre per quanto riguarda il campo dell'addestramento si distinguono gli 8 esemplari di Aermacchi MB-339CM consegnati nel 2006.

## Aeromobili in uso
Sezione aggiornata annualmente in base al World Air Force di Flightglobal del corrente anno. Tale dossier non contempla UAV, aerei da trasporto VIP ed eventuali incidenti accorsi durante l'anno della sua pubblicazione. Modifiche giornaliere o mensili che potrebbero portare a discordanze nel tipo di modelli in servizio e nel loro numero rispetto a WAF, vengono apportate in base a siti specializzati, periodici mensili e bimestrali. Tali modifiche vengono apportate onde rendere quanto più aggiornata la tabella.
| Aeromobile                           | Origine            | Tipo                                                | Versione (denominazione locale) | In servizio (2024) | Note | Immagine |
| Aerei da combattimento               |                    |                                                     |                                 |                    | |          |
| Boeing F/A-18 Hornet                 | Stati Uniti        | Caccia multiruolo                                   | F/A-18Dn                        | 8                  | 8 F/A-18Dn ordinati nel 1993, può svolgere missioni notturne. Sei esemplari saranno aggiornati (per renderli simili agli F/A-18E) con kit comprendenti pods ASQ-228 ATFLIR, e l'integrazione di bombe-laser PAVEWAY/GBU-10, GBU-12 e PAVEWAY II/GBU-16, missili SIDEWINDER nella nuova versione AIM-9X Block-2. |          |
| Sukhoi Su-30 Flanker                 | Russia             | Caccia da superiorità aerea                         | Su-30MKM Flanker-C              | 18                 | 18 Su-30MKM esemplari consegnati tra l'agosto 2007 e l'agosto 2009. Questa versione sviluppata sulla base del velivolo realizzato nel 2002 per l'India, il Su-30MKI, che include avionica occidentale, come il pod di designazione laser DAMOCLES di Thales, e sensori d'allarme missili della sudafricana Saab Avitronics, oltre al meglio della tecnologia aeronautica russa, tra cui il radar PESA NIIP N011 Bars.                                        |          |
| BAe Hawk                             | Regno Unito        | Aereo d'attacco leggero                             | Hawk Mk. 208                    | 12                 | 18 esemplari consegnati tra il 1994 e il 1995. Cinque esemplari sono andati perduti in incidenti. |          |
| KAI FA-50 Golden Eagle               | Corea del Sud      | Aereo d'attacco leggero                             | FA-50                           | 0                  | 18 FA-50 (più altri 18 in opzione) ordinati il 24 febbraio 2023, con consegne previste a partire dal 2026. |          |
| Aerei per impieghi speciali          |                    |                                                     |                                 |                    | |          |
| CASA CN-235MPA Persuader             | Spagna Indonesia   | Aereo da pattugliamento marittimo                   | CN-235MPA                       | 3                  | 3 CN-235-220M convertiti dagli USA in pattugliatori marittimi, i primi due dei quali sono stati completati a giugno e ottobre 2022, mentre il terzo a giugno 2023. Tutti gli aerei aggiornati alla nuova variante sono stati riconsegnati ufficialmente il 27 giugno 2024. |          |
| Lockheed C-130 Hercules              | Stati Uniti        | aereo da pattugliamento marittimo                   | C-130H-MP                       | 1                  | 1 C-130H-MP consegnato. |          |
| Beechcraft Super King Air            | Stati Uniti        | aereo da pattugliamento marittimo                   | B-200T-MP                       | 2                  | 4 esemplari in servizio dal 1994 e ammodernati nel 2012-2014 imbarcando un nuovo radar RDR-1700, mentre già nel 2003 erano stati equipaggiati con radar di sorveglianza navale Thales Ocean Master. |          |
| Leonardo ATR 72MP                    | Italia             | aereo da pattugliamento marittimo                   | ATR 72MP                        | 0                  | 2 ATR 72MP selezionati ad ottobre 2022, nell’ambito di una gara internazionale indetta nel 2020, ed ordinati a fine maggio 2023. |          |
| Aeromobili a pilotaggio remoto - UAV |                    |                                                     |                                 |                    | |          |
| TAI Anka                             | Turchia            | UAV                                                 | Anka-S                          | 0                  | 3 Anka-S selezionati ad ottobre 2022 ed ordinati il 25 maggio 2023. |          |
| Aerei per rifornimento in volo       |                    |                                                     |                                 |                    | |          |
| Lockheed KC-130 Hercules             | Stati Uniti        | Aero per il rifornimento in volo                    | KC-130H                         | 4                  | 4 KC-130H consegnati. |          |
| Aerei da trasporto                   |                    |                                                     |                                 |                    | |          |
| Airbus A319                          | Unione europea     | Aereo da trasporto VIP                              | A319J-115                       | 1                  | 1 A319J-115 consegnato. In servizio per il trasporto VIP governativo. |          |
| Airbus A320                          | Unione europea     | Aereo da trasporto VIP                              | A320-200                        | 1                  | 1 A320-200 consegnato nel 2015. In servizio per il trasporto VIP governativo. |          |
| Airbus A400M Atlas                   | Unione europea     | Aereo da trasporto strategico                       | A-400M                          | 4                  | 4 esemplari ordinati. Al maggio 2017 risultano tutti consegnati. |          |
| CASA CN-235                          | Spagna Indonesia   | Aereo da trasporto leggero Aereo da trasporto VIP   | CN-235-220M                     | 3                  | 8 CN-235-220M consegnati. I primi 6, consegnati tra il 1997 e il 1999, possono essere impiegati nel doppio ruolo trasporto leggero/pattugliatore marittimo. I due esemplari consegnati nel 2005-2006 sono in configurazione VIP. Un esemplare della versione da trasporto è precipitato il 26 febbraio 2016. Tre dei sei esemplari in servizio sono stati trasformati in pattugliatori marittimi dalla U.S. Navy e con fine consegne entro la fine del 2022. |          |
| Lockheed C-130 Hercules              | Stati Uniti        | Aereo da trasporto medio                            | C-130HC-130H-30                 | 9                  | 9 esemplari di C-130H consegnati tra il 1976 e il 1980, e 6 C-130H-30 tra il 1991 e il 1995. |          |
| Boeing BBJ1                          | Stati Uniti        | aereo da trasporto VIP                              | BBJ1                            | 1                  | 1 BBJ1 consegnato. |          |
| Bombardier Global Express 700        | Canada             | aereo da trasporto VIP                              | BD700                           | 1                  | 1 BD700 consegnato. |          |
| Cessna 402                           | Stati Uniti        | aereo da collegamento                               | Cessna 402B                     | 6                  | 12 C 402B ricevuti nel 1975, ne restano 6 che vengono impiegati a consumazione. |          |
| Dassault Falcon 900                  | Francia            | aereo da trasporto VIP                              | Falcon 900B                     | 1                  | 1 Falcon 900B ricevuto nel 1991, ma aggiornato nel 2015. |          |
| Fokker F28 Fellowship                | Paesi Bassi        | aereo da trasporto VIP                              | F28 Mk.1000                     | 1                  | 1 F28 Mk.1000 consegnato. |          |
| Aerei da addestramento               |                    |                                                     |                                 |                    | |          |
| Aermacchi MB-339                     | Italia             | Aereo da addestramento intermedio e avanzato        | MB-339CM                        | 61                 | 13 MB-339A consegnati nel 1983-1984. 8 MB-339CM ordinati nel 2006 ed impiegati per l'addestramento avanzato. |          |
| BAE Hawk                             | Regno Unito        | Aereo da addestramento intermedio                   | Hawk Mk. 108                    | 4                  | 10 esemplari consegnati tra il 1994 e il 1995, quattro dei quali persi in incidenti. Un quinto esemplare è andato perso il 16 novembre 2021. |          |
| Pilatus PC-7 Turbo Trainer           | Svizzera           | Addestratore intermedio                             | PC-7 Turbo TrainerPC-7 Mk.II    | 416                | 44 PC-7 Turbo Trainer ordinati nel triennio 1982-1984. Ulteriori 19 esemplari della versione PC-7 Mk-2 sono stati consegnati tra il 2001 e il 2007. |          |
| SME DM3-160 Aero Tiga                | Svizzera Indonesia | Addestratore basico                                 | MD3-160                         | 18                 | 20 esemplari consegnati tra il 1995 e il 1999. |          |
| Beechcraft Super King Air 350        | Stati Uniti        | aereo da addestramento                              | B350                            | 2                  | 2 B350 consegnati. |          |
| Elicotteri                           |                    |                                                     |                                 |                    | |          |
| Airbus EC 725 Caracal                | Unione europea     | CSAR                                                | EC-725                          | 12                 | 12 EC-725 consegnati tra il 2012 e il 2014. |          |
| Sikorsky S-70 Black Hawk             | Stati Uniti        | Elicottero da trasporto Elicottero da trasporto VIP | S-70A                           | 4                  | 2 S-70A per il trasporto VIP consegnati nel 1997 e 4 di seconda mano acquistati dal Brunei nel gennaio 2015. |          |
| Airbus H120 Colibri                  | Unione europea     | elicottero da addestramento                         | H120                            | 5                  | 5 H120 da addestramento consegnati a partire da dicembre 2015. |          |
| AgustaWestland AW139                 | Italia             | elicottero utility                                  | AW139                           | 4                  | 4 AW139 noleggiati a fine 2021. Primi due esemplari consegnati il 22 gennaio 2022. |          |

## Aeromobili ritirati
- Sikorsky S-61A-4 Nuri - 40 esemplari (1968-2019)[1][27][28]
- Mikoyan-Gurevich MiG-29N/NUB Fulcrum - 18 esemplari (1995-2017)[1][29][30]
- Aerospatiale (Sud-Aviation) SA 316/319B Alouette III - 43 esemplari (1964-?)[1]
- Northrop F-5E Tiger II - 17 esemplari (1975-2015)[31]
- Northrop F-5F Tiger II - 4 esemplari (1982-2015)[31]
- Northrop RF-5E Tigereye - 2 esemplari (1983-2015)[31]
- Northrop F-5B Freedom Fighter - 2 esemplari (1975-1982)[31]
- Douglas A-4PTM Skyhawk - 34 esemplari (1985-1999)[32]
- Douglas TA-4PTM Skyhawk - 6 esemplari (1985-1999)[32]
- de Havilland Canada DHC-1 Chipmunk
- Scottish Aviation Twin Pioneer Mk.1
- Cessna 310
- Grumman HU-16 Albatross
- CAC CA-27 Sabre Mk.32
- Canadair CL-41G Tebuan